# Magelona pulchella
Magelona pulchella är en ringmaskart som beskrevs av Mohammad 1970. Magelona pulchella ingår i släktet Magelona och familjen Magelonidae. Inga underarter finns listade i Catalogue of Life.